# Idioma yaygir
Yaygir (también escrito Yaygirr o Yegir) es una lengua aborigen australiana (Lenguas aborígenes australianas) extinta. Fue hablado por el pueblo yaygir en la región de Northern Rivers de Nueva Gales del Sur.
Actualmente hay intentos de revitalizar el idioma, incluida la publicación de un diccionario en 2012.